# (4334) Foo
(4334) Foo est un astéroïde de la ceinture principale.

## Description
(4334) Foo est un astéroïde de la ceinture principale. Il fut découvert le 2 septembre 1983 à La Silla par Henri Debehogne. Il présente une orbite caractérisée par un demi-grand axe de 3,14 UA, une excentricité de 0,20 et une inclinaison de 1,6° par rapport à l'écliptique.

## Compléments